# Зубейки
Зубейки (укр. Зубейки) — село в Добросинско-Магеровской сельской общине Львовского района Львовской области Украины.
Население по переписи 2001 года составляло 530 человек. Количество зарегистрированного населения более 500 человек по состоянию на 2025 год. Занимает площадь 17,91 км². Почтовый индекс — 80335. Телефонный код — 3252.

## История
В 1993 году селу возвращено историческое название.